# 英國古代牧羊犬
英國古代牧羊犬（英語：Old English Sheepdog）是一種以放牧家畜和寵物為目的而培育的犬種。英國古代牧羊犬的特徵是灰白的長毛和頭上蓋眼的毛髮。
幼犬出生時的全身覆蓋著熊貓般的純黑和純白色短毛，只有在退去幼毛之後，銀灰色的長毛才會出現。若在法律允許的國家，通常古代牧羊犬的尾巴，會在幼犬時於第一個尾關節處切斷。這種手續會產生類似熊貓的尾部，英文稱作bobbing 或 docking。因為許多國家禁止這種習慣的關係，沒有斷尾的古代牧羊犬，反而越來越常見。目前英國養狗俱樂部並不鼓勵合法切除古代牧羊犬的尾巴，只規定參展犬才需要斷尾。

## 敘述

### 外貌
英国古代牧羊犬是一种健壮、紧凑、正方形比例、和谐的品种。雄性的英國古代牧羊犬一般體重有三十到四十五公斤重（七十到一百磅）；雌性的則有二十七到三十六公斤（六十到八十磅）。從肩膀測量的身高約五十六公分。古代牧羊犬的長毛有灰、灰銀、藍各色，搭配上白色的圖案。古代牧羊犬的底毛防水，而且外層對冷、熱有一定的隔絕效果。

### 脾氣
這個品種的犬隻可以被形容為聰明、友善、親切，因此古代牧羊犬可以養做室內或室外皆可，雖然說這種狗給人的第一印象似乎不是那麼的聰明。古代牧羊犬通常和小朋友、其他狗類、其他寵物和訪客和平共處。古代牧羊犬和其他的牧犬一樣需要大量的運動。牠們的脾氣看心情可能好玩、固執。古代牧羊犬是有靈性且忠實的絕佳夥伴，因此常被小朋友當作保母。
古代牧羊犬一代傳一代的趕牧天性是非常驚人的。古代牧羊犬不但會驅導家畜，而且還會保護家人。牠們會把家人從危險的人事物旁推開，而不是咬或用嘴拉扯。古代牧羊犬對其他種類的犬十分友善，而且非常樂意與人玩遊戲。

### 照顧
在飼養古代牧羊犬之前，飼主必須注意這種狗需要頻繁的梳毛和整理。古代牧羊犬的長毛不但保護不受寒風，而且也對較暖和陽光和熱有保護作用。如果不是參展的話，讓毛髮蓋住狗的眼睛不一定是必要的。許多飼主在家時會用髮夾或髮箍把遮住的眼睛露出。飼主必須記得如果看不到狗的眼睛，那麼狗的眼睛也沒有辦法看的清楚。蓋住眼睛的毛髮可以留著即使全身其他部位的的毛髮都被修剪。古代牧羊犬像其他的狗一樣年長時容易受白內障的問題困擾，但沒有證據顯示修剪頭部的毛髮會提高古代牧羊犬患病的機率。古代牧羊犬的長毛一週最少需要刷毛一次、每次約一小時或更長的時間來完成。一般是由毛的根部往外刷來避免底毛的毛髮打結或糾纏。飼主應該在犬隻年幼的時候即開始刷毛以養成習慣。如果只刷外披的長毛會容易壓迫到底毛並造成毛髮糾纏。耳後和腳墊、腳跟後的長毛濃厚的底毛容易糾纏，因此修剪腳趾和腳跟的毛髮非常重要。毛髮糾纏對狗來說不但不舒服，而且有時會十分痛苦。對無法時常整理毛髮或參展沒有興趣的飼主來說，在春天時為犬隻剪短毛髮是個不錯的解決方案。如果居住的地方天氣炎熱，飼主必須特別注重修剪毛髮來避免危險的中暑。四分之一或二分之一吋是常見的長短，而且可以避免毛髮糾纏。通常當冬天時毛髮的長度會恢復正常。古代牧羊犬通常在修剪完冬天的長毛之後會異常的興奮。
耳朵內側的毛髮糾結是十分常見的，而且可以由獸醫或是由飼主自行用鉗子移除。古代牧羊犬耳朵的內側和耳下必須經常清理。

### 多樂士犬
在1960年代，澳洲多樂士（Dulux）在油漆廣告中，引進了英國古代牧羊犬。其後多樂士在澳洲、英國及其他地方的受歡迎電視廣告及印刷廣告中，都可看到英國古代牧羊犬，於是英國古代牧羊犬便成了多樂士品牌的吉祥物，也因此被俗稱為「多樂士犬」。